# 1578

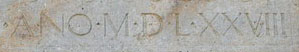
Placa a les muralles de Peníscola

## Esdeveniments
- 4 d'agost, Kasr al-Kabir: Batalla de Kasr al-Kabir o batalla dels Tres Reis en la qual hi van morir el rei de Portugal i els dos sultans que disputaven el tron del Marroc.

## Naixements
- Felip II d'Aragó i Portugal i III de Castella (1578–1621), rei de Castella, Aragó i Portugal
- 1 d'abril - Kent, Anglaterra: William Harvey, metge anglès.(m. 1657)[1]

## Necrològiques
- Joan d'Àustria (1547-1578), militar i artífex de la victòria en la batalla de Lepant de 1571, i reconegut com a fill legítim pel testament de Carles I
- 4 d'agost, Kasr al-Kabir: Sebastià I de Portugal
- 4 d'agost, Kasr al-Kabir: Abu Abdallah
- 4 d'agost, Kasr al-Kabir: Abu Marwan